# نلدازوسین
نلدازوسین (انگلیسی: Neldazosin) یک داروی آلفابلاکر است.